# Erik Meyer-Helmund
Erik Meyer-Helmund (Sant Petersburg, Rússia Imperial, 13 d'abril de 1861 - Berlín, 4 d'abril de 1932) fou un compositor i baríton russoalemany.
Va compondre un gran nombre de Lieder, la lletra dels quals també n'era autor, i va fer representar les òperes Margitta (Magdeburg, 1889), Der Liebeskampf (Dresden, 1892), Trischka (Riga, 1894), Lucullus (Riga, 1905), i Heines Traumbilder (1908).